# CJ 맥
CJ 맥(CJ Mac, 1969년 3월 12일 ~ )은 미국의 배우, 음악가, 영화배우,  래퍼이다.
로스앤젤레스에서 태어났다.

## 영화
- 잇 에인트 이지 (2006년)
- 틱커 댄 워터 (1999년)